# E-G8

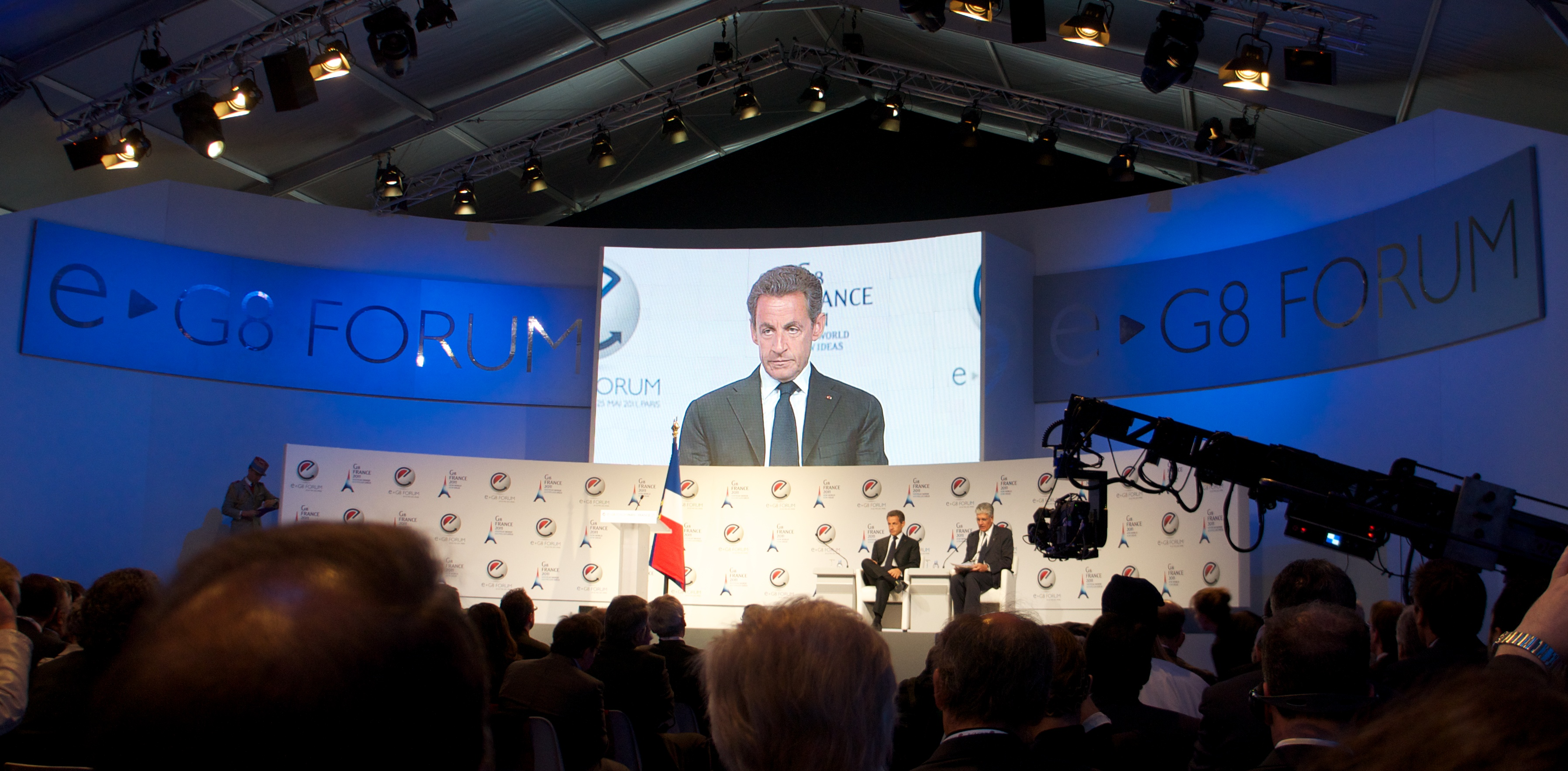
Sarkozy addresses the E-G8

El E-G8 (o simplemente eG8), es una cumbre realizada solo por invitación de los líderes de gobierno y la industria de internet, en el marco de la política mundial. Fue convocada por el presidente francés, Nicolás Sarkozy, del 24 al 25 de mayo, antes de la 37.ª Cumbre del G8, y se celebró en el jardín de las Tullerías en París.
En la conferencia participaron Eric Schmidt de Google, Sheryl Sandberg y Mark Zuckerberg de Facebook, Jimmy Wales de Wikimedia, Rupert Murdoch de News Corporation, John Donahoe de eBay, y el Ministerio de Economía de Francia.